# Archidiocèse de Cuzco
L'archidiocèse de Cuzco (en latin : Archidioecesis Cuschensis ; en espagnol : Arquidiócesis de Cuzco) est un archidiocèse métropolitain de l'Église catholique du Pérou.

## Territoire

Archidiocèse de Cuzco
Suffragants

Il comprend huit des treize provinces du département de Cuzco : Acomayo, Anta, Calca, Cuzco, Paruro, Paucartambo, Quispicanchi et Urubamba. Les autres provinces du département de Cuzco sont gérées par le diocèse de Sicuani et le vicariat apostolique de Puerto Maldonado ce qui correspond a un territoire d'une superficie de 23 807 km2 divisé en 85 paroisses.
L'archevêché est dans la ville à Cuzco où se trouve la basilique-cathédrale de l'Assomption de la Vierge qui garde le Señor des séismes (es), une statue du Christ crucifié qui est l'objet de la vénération des fidèles. Dans la même ville on peut visiter la basilique de la Merced (es).

## Histoire
Le diocèse de Cuzco est érigé le 8 janvier 1537 par la bulle Illius fulciti praesidio du pape Paul III devenant le premier diocèse érigé au Pérou. Il est nommé suffragant de l'archidiocèse de Sévillecomme tous les premiers diocèses créés dans le Nouveau Monde. Le 14 mai 1541, il cède une portion de son territoire pour l'érection du diocèse de Lima(aujourd'hui archidiocèse de Lima). 
Par la bulle Super universas orbis ecclesiae du 12 février 1546, Paul III élève les diocèses de Saint-Domingue et Mexico (dans la vice-royauté de Nouvelle-Espagne) et celui de Lima (dans la vice-royauté du Pérou) au rang d'archidiocèse métropolitain. Ils sont donc les trois premiers archidiocèses de l'Empire espagnol en Amérique. Cuzco est nommé suffragant de Lima tout comme les diocèses de Nicaragua, Panama et Quito (ces deux derniers étant aujourd'hui archidiocèses).
Il cède une partie de son territoire à plusieurs reprises pour l'érection de nouveaux diocèses. Le 1er juillet 1547, pour le diocèse de Paraguay (aujourd'hui archidiocèse d'Asuncion), le 27 juin 1552 pour le diocèse de La Plata ou Charcas (aujourd'hui archidiocèse de Sucre) et le 20 juillet 1609 pour les diocèses d'Huamanga (aujourd'hui archidiocèse d'Ayacucho) et d'Arequipa (aujourd'hui archidiocèse d'Arequipa). 
Il donne du territoire le 7 octobre 1861 pour le diocèse de Punopuis le 5 février 1900 pour la préfecture apostolique de Santo Domingo de Urubamba (aujourd'hui vicariat apostolique de Puerto Maldonado). 
Il est élevé au rang d'archidiocèse métropolitain le 23 mai 1943 par la constitution apostolique Inter praecipuas du pape Pie XII avec le diocèse d'Huamanga (aujourd'hui archidiocèse d'Ayacucho) pour suffragant.
Il cède encore du territoire le 28 avril 1958 pour le diocèse d'Abancay et le 10 janvier 1959 pour la préfecture apostolique de Sicuani (aujourd'hui diocèse de Sicuani).

## Évêques et archevêques
- Liste des évêques et archevêques de Cuzco